# 1935년 영국 총선
1935년 영국 총선은 1935년 11월 14일 영국에서 치러진 총선으로, 보수당이 단독 과반을 차지하는데 성공하였으나, 연립했던 국민노동당은 램지 맥도널드 전 수상까지 낙선되면서 몰락을 맞이하였다.
노동당은 조지 랜스베리 당수가 선거를 불과 한달여 앞두고 사임함에 따라 클레멘트 애틀리가 임시 당수로 나서던 상황이었다. 하지만 1931년 총선에서의 초라한 성적을 내딛고 상당한 의석수를 확보하였으며, 창당 이래 사상 최고의 득표율을 기록하였다. 자유당은 당수 허버트 새뮤얼마저 낙선되면서 하락세를 이어갔다.
독립노동당은 지난 1931년 총선에서는 노동당으로부터 보증받은 자체 후보를 내세웠고, 이듬해 1932년 노동당에서 완전히 탈퇴함에 따라 1895년 총선 이래 처음으로 노동당과 별개의 당으로서 선거에 나섰다. 스코틀랜드 국민당 역시 처음으로 선거에 나섰으며, 공산당은 10년 만에 처음으로 웨스트파이프 지역구를 차지하는 경사를 누렸다.
1935년 총선의 주요 화제는 계속되는 실업 문제와 국제 연맹의 역할, 그 중에서도 특히 일본 제국의 국제 연맹 탈퇴 문제였다. 이 해 총선이 치러진 뒤에는 제2차 세계 대전이 발발했고, 연합국의 승리가 확정되던 1945년에 와서야 다시 총선이 치러졌기 때문에 그 사이 10년여간 영국 의회는 그대로 유지되었다. 이 때문에 집권 여당인 보수당의 내각은 총 두 차례에 걸쳐 재편되었는데, 우선 1937년 볼드윈 총리의 사임으로 네빌 체임벌린이 신임 총리 및 당수로 등극하였고 1940년에는 다시 윈스턴 처칠이 신임 총리로 나섰다. 처칠 내각은 하원내 주요 3당을 모두 아우르는 전시 통합내각을 구성, 종전 때까지 유지하였다.

## 선거 결과
정당별 의석수
| 정당       | 의석수 |
| ---------- | ------ |
| 보수당     | 386    |
| 노동당     | 154    |
| 자유국민당 | 33     |
| 자유당     | 21     |
| 국민노동당 | 8      |
| 독립노동당 | 4      |
| 국민당     | 2      |
| 공산당     | 1      |
| 무소속     | 5      |
| 합계       |        |

정당 득표율
| 정당              | 득표수     | 득표율 |
| ----------------- | ---------- | ------ |
| 보수당            | 10,025,083 | 47.8%  |
| 노동당            | 7,984,988  | 38%    |
| 자유당            | 1,414,010  | 6.7%   |
| 자유국민당        | 784,608    | 3.7%   |
| 국민노동당        | 321,028    | 1.5%   |
| 독립노동당        | 136,208    | 0.7%   |
| 국민당            | 50,747     | 0.2%   |
| 스코틀랜드 국민당 | 29,517     | 0.2%   |
| 공산당            | 27,177     | 0.1%   |

## 선거 공약집
다음은 선거 당시 각 정당들이 발표한 매니페스토이다. 모두 영문으로 되어 있다.
- 1935년 총선 보수당 매니페스토
- 1935년 총선 노동당 매니페스토
- 1935년 총선 자유당 매니페스토